# Ђаођанг
Ђаођанг (椒江) је град Кини у покрајини Џеђанг. Према процени из 2009. у граду је живело 478.326 становника.

## Становништво
Према процени, у граду је 2009. живело 478.326 становника.
| 1990.   | 2000.   | 2009    |
| ------- | ------- | ------- |
| 394.516 | 449.723 | 478.326 |